# Gänsewein
Gänsewein ist im Volksmund die scherzhafte Bezeichnung für natürliches Trinkwasser.
Die Etymologie  des Wortes  lässt sich nicht eindeutig belegen.  Am wahrscheinlichsten ist folgende Deutung: In früheren Zeiten hielten sich einfache Leute mit einer knappen wirtschaftlichen Basis Ziegen, Hühner und Gänse zur Verbesserung ihrer Ernährungssituation. Genussmittel wie echten Wein oder andere Alkoholika konnte sich der kleine Mann hingegen nicht leisten. Wohl aus diesem Grund entstand in Analogie zu den Trinkgewohnheiten der Gänse der selbstironisch benutzte Begriff „Gänsewein“ für normales Trinkwasser. Erstmals belegt ist der Ausdruck um 1577 im Podagrammisch Trostbüchlein von Johann Fischart, wonach das Wasser der den Gänsen von Gott gegebene Wein ist.
Im Italienischen wird der Begriff „Brunnenwein“ (vino di fonte) verwandt, die Engländer sprechen von „Adamsbier“ (Adam’s ale) oder auch von „Adamswein“ (Adam’s wine).
Die französische Sprache kannte für Trinkwasser den Begriff „Froschwein“ (vin de grenouilles), was aber nur noch sehr selten genutzt wird. Heutzutage wird meistens der Begriff Château la Pompe benutzt.